# Bernard Simiot
Pour les articles homonymes, voir Simiot (homonymie).
Bernard Simiot, né Benjamin Simionesco le 1er octobre 1904 à Paris 19e et mort le 25 août 1996 à Saclay, est un écrivain français qui s'est spécialisé dans les romans historiques.

## Biographie
Après des études de droit à la Sorbonne, il devient journaliste dans les années 1930. Grand reporter, notamment pour Le Journal, il parcourt le monde. Pendant la Seconde Guerre mondiale, il est engagé volontaire et participe à la campagne d’Italie. Il fait la connaissance de Jean de Lattre de Tassigny, qu'il accompagne pour participer à la libération de l’Alsace en 1944. De Lattre formera la matière de sa première biographie, parue en 1953.
Attiré par les grands courants de l'histoire et leurs incidences sur l'actualité, Bernard Simiot publie d'abord des récits inspirés par son expérience de soldat. Il s'intéresse ensuite à l'Antiquité et à la période contemporaine. Mais c'est sa saga consacrée à une famille imaginaire de Saint-Malo, les Carbec, de Louis XIV, époque de la fondation de la Compagnie des Indes, au XXe siècle. C'est cette saga qui le consacrera dans le genre du roman historique.
À sa mort, son fils Philippe Simiot a entrepris de poursuivre les aventures des Carbec dans les romans Carbec, mon empereur (Albin Michel, 1999) et Carbec l’Américain (Albin Michel, 2002).

## Œuvres

### Romans

#### La Saga des Carbec
- Ces messieurs de Saint-Malo, Albin Michel, 522 pages, 1983,  (ISBN 2-226-01734-8) ; réédition, LGF, coll. « Le Livre de poche » no 6291, 1987, 729 pages  (ISBN 2-253-04082-7) - Prix d’Académie de l’Académie française 1984 ; Prix Bretagne 1983 ; Prix du Cercle de la Mer
- Le Temps des Carbec, Albin Michel, 515 pages, 1986,  (ISBN 2-226-02504-9) ; réédition, LGF, coll. « Le Livre de poche » no 6466, 1988, 670 pages  (ISBN 2-253-04605-1)
- Rendez-vous à la Malouinière, Albin Michel, 1989  (ISBN 2-226-03622-9) ; réédition LGF, coll. « Le Livre de poche » no 6973, 1991, 829 pages  (ISBN 2-253-05692-8)

Publication posthume
- -  Carbec, mon Empereur, ouvrage achevé par son fils Philippe Simiot, publié aux Éditions Albin Michel, 1999, 454 pages.  (ISBN 2-226-10801-7)

#### Autres romans
- Moi, Zénobie reine de Palmyre, Albin Michel, 1978  (ISBN 2-226-00617-6) ; réédition, LGF, coll. « Le Livre de poche » no 6330, 1987, 349 pages  (ISBN 2-253-04150-5) - Bourse Goncourt du récit historique - Prix Paul-Flat de l’Académie française 1979
- Paradis perdus, Albin Michel, 1990, 216 pages  (ISBN 2-226-04853-7) ; réédition, LGF, coll. « Le Livre de poche » no 9605, 1993, 153 pages  (ISBN 2-253-06296-0)
- Moi, Sylla, dictateur, Albin Michel, 1993, 247 pages  (ISBN 2-226-06338-2) ; réédition, LGF, coll. « Le Livre de poche » no 6973, 1991, 829 pages  (ISBN 2-253-05692-8)

### Autres publications
- Le Speaker, conte inédit de Bernard Simiot, Match n°48 du 1er Juin 1939 (pages 48-53), illustré par Raymond.
- Piste impériale numéro 1, Sequana, 1941
- La Reconquête de Bir-Hakeim à Colmar, Flammarion, 1945
- Soldats et généraux des campagnes d'europe occidentale, 1944-1945, A. Chavane, 1946
- Une épopée française : soldats d'Italie 1944, Éditions Spes, 1948
- De quoi vivait Bonaparte ?, Deux Rives, 1952 ;  réédition revue et augmentée chez Albin Michel en 1991  (ISBN 2-226-05660-2)
- De Lattre, Flammarion 1953 ; réédition, Flammarion, 1994  (ISBN 2-08-067053-0), prix Général Muteau de l’Académie française 1953
- Suez, cinquante siècles d’histoire, Arthaud, 1974, Grand Prix Gobert de l’Académie française 1975
- Revue Hommes et Mondes no 8, mars 1947, article de Bernard Simiot
- La Revue universelle no 19 : article de Bernard Simiot